# Dieter Dolgner
Dieter Dolgner (* 4. Mai 1940 in Reinberg) ist ein deutscher Kunsthistoriker.

## Leben
Dieter Dolgner studierte Kunstgeschichte und Klassischen Archäologie an den Universitäten in Leipzig, Halle und Leningrad. Im Jahr 1965 schloss er sein Studium mit dem Diplom in Leipzig ab. Danach arbeitete er als Wissenschaftlicher Assistent an der Hochschule für Architektur und Bauwesen in Weimar. Es folgte die Promotion zum Dr. phil. in Halle (Saale) an der Martin-Luther-Universität, wo er 1982 auch seine Habilitation erlangte. Seit 1983 war Dolgner am Institut für Kunstgeschichte der Universität Halle tätig, zunächst als Dozent, ab 1988 als ordentlicher Professor und von 1991 bis 1995 als Direktor. Außerdem nahm er einen Lehrauftrag an der Hochschule für Architektur und Bauwesen (Bauhaus-Universität) in Weimar wahr und lehrte zeitweilig an der Universität Hannover. 2005 erfolgte seine Emeritierung.
Als Autor, Co-Autor, Herausgeber, Übersetzer und Rezensent hat sich Dolgner in bislang mehr als 220 Fachpublikationen vor allem mit der Architekturgeschichte des Klassizismus und Historismus in Deutschland befasst. Er leistete auch einen wichtigen Beitrag zur Erforschung des Lebenswerkes von Karl Friedrich Schinkel. Einige Schriften erarbeitete er zusammen mit seiner Ehefrau Angela Dolgner, selbst promovierte Kunsthistorikerin, mit der er seit 1985 verheiratet ist. Angela Dolgner leitete das Archiv und die Kustodie der Burg Giebichenstein Kunsthochschule Halle.
Dieter Dolgner ist Mitbegründer und war von 1991 bis 2003 mit Unterbrechungen Vorsitzender des Vereins der Freunde der Bau- und Kunstdenkmale Sachsen-Anhalt e.V. Er ist Mitglied der Koldewey-Gesellschaft.

## Schriften (Auswahl)

### Als Autor
- Die Architektur des Klassizismus in Deutschland. Verlag der Kunst, Dresden 1971.
- Die Marienkirche zu Stendal. (= Das christliche Denkmal, Band 93.) Berlin 1975.
- Architektur im 19. Jahrhundert. Ludwig Bohnstedt. Leben und Werk. Hermann Böhlaus Nachfolger, Weimar 1979.
- Gottfried Semper und der Rundbogenstil, in: Architectura. Zeitschrift für Geschichte der Baukunst 11 (1981), Heft 2, S. 157–182.
- Klassizismus. E. A. Seemann Verlag, Leipzig 1991, ISBN 3-363-00490-7.
- Historismus. Deutsche Baukunst 1815–1900. E. A. Seemann Verlag, Leipzig 1993, ISBN 3-363-00583-0.
- Henry van de Velde in Weimar 1902–1917. VDG, Weimar 1996, ISBN 3-932124-07-3.
- Die Moritzburg in Halle. Karl Friedrich Schinkels Projekt zum Auf- und Ausbau für Universitätszwecke (= Forschungen zur hallischen Stadtgeschichte, Band 18). Mitteldeutscher Verlag, Halle 2011, ISBN 978-3-89812-858-2.[2]
- Gerichtsgebäude in Sachsen-Anhalt. Steinerne Zeugen der Justizgeschichte und Rechtskultur, mit Fotos von Angela Dolgner (= Beiträge zur Denkmalkunde, Band 12). Landesamt für Denkmalpflege und Archäologie Sachsen-Anhalt – Landesmuseum für Vorgeschichte, Halle (Saale) 2017, ISBN 3-944507-54-1.

### Als Co-Autor
- (mit Alfred Jericke): Der Klassizismus in der Baugeschichte Weimars. Hermann Böhlaus Nachfolger, Weimar 1975.
- (mit Peter H. Feist u. a.): Geschichte der deutschen Kunst 1848–1890. E. A. Seemann Verlag, Leipzig 1987, ISBN 3-363-00050-2.
- (mit Jens Lipsdorf): Historische „Wasser-Bauten“ der Stadt Halle (Saale). Halle (Saale) 1995.
- (mit Jens Lipsdorf): Historische Industriebauten der Stadt Halle (Saale). Halle (Saale) 1996, ISBN 3-931919-01-3.
- (mit Jens Lipsdorf): Historische Bauten und Anlagen der Stadttechnik und des Verkehrs der Stadt Halle. Halle (Saale) 1997, ISBN 3-931919-02-1.
- (mit Angela Dolgner und Erika Kunath): Der historische Marktplatz der Stadt Halle / Saale. Halle (Saale) 2001, ISBN 3-931919-08-0.
- (mit Hans Junecke u. a.): Denkmäler deutscher Kunst: Karl Friedrich Schinkel, begr. von Paul Ortwin Rave, hrsg. von Helmut Börsch-Supan, Bd. 22: Die preußische Provinz Sachsen. Deutscher Kunstverlag, Berlin u. a. 2014, ISBN 978-3-422-07203-9.